# Grudziądz Śródmieście
Grudziądz Śródmieście – przystanek kolejowy w Grudziądzu, w województwie kujawsko-pomorskim. Został zbudowany i otwarty w ramach rządowego programu 200 przystanków kolejowych.

## Połączenia
- Czersk (połączenie sezonowe)
- Bydgoszcz Główna
- Laskowice Pomorskie
- Grudziądz